# Reasnor (Iowa)
Reasnor es una ciudad ubicada en el condado de Jasper en el estado estadounidense de Iowa. En el Censo de 2010 tenía una población de 152 habitantes y una densidad poblacional de 105,93 personas por km².

## Geografía
Reasnor se encuentra ubicada en las coordenadas 41°34′44″N 93°1′23″O / 41.57889, -93.02306. Según la Oficina del Censo de los Estados Unidos, Reasnor tiene una superficie total de 1.43 km², de la cual 1.43 km² corresponden a tierra firme y (0%) 0 km² es agua.

## Demografía
Según el censo de 2010, había 152 personas residiendo en Reasnor. La densidad de población era de 105,93 hab./km². De los 152 habitantes, Reasnor estaba compuesto por el 99.34% blancos, el 0% eran afroamericanos, el 0% eran amerindios, el 0% eran asiáticos, el 0% eran isleños del Pacífico, el 0.66% eran de otras razas y el 0% pertenecían a dos o más razas. Del total de la población el 0.66% eran hispanos o latinos de cualquier raza.